# Steve Linford
Steve Linford (Londra, 12 dicembre 1956) è un imprenditore britannico.
È un noto partecipante di campagne anti-spam, meglio conosciuto per aver fondato il progetto Spamhaus.

## Biografia
Linford è nato a Londra, Inghilterra, nel 1956. La sua famiglia si è trasferita a Roma, Italia, dove Steve ha frequentato la St. George's British International School. Dopo ever lasciato il college per perseguire una carriera musicale, Linford ha scritto e suonato musica con gruppi rock italiani, tedeschi e inglesi.
Da quando i computer iniziarono ad essere usati nell'industria musicale, Linford ha sviluppato un interesse verso di essi. Nel 1986 si è trasferito in Inghilterra, dove ha creato una software company il cui principale prodotto di sviluppo era un software di ricerca di file chiamato Ultrafind per MacOS simile a Sherlock ma anticipandolo anni prima di Apple. Con l'arrivo di Internet, Linford ha riorganizzato la società nel 1996 come una società di tecnologie di Internet chiamata Ultradesign Internet, attorno alla quale ci ha creato una rete di hosting di server chiamata UXN.
Dopo aver notato che i suoi clienti erano tormentati dallo spam di email, ha iniziato a pensare in che modo porre fine al problema e, tra l'altro, è diventato un sostenitore di campagna anti-spam. Nel 1998, ha fondato Spamhaus.
Con il supporto delle maggiori reti di Internet, Spamhaus ha iniziato a creare un database che funziona in real-time da blacklist per lo spam e che è stato usato da ISP, governi e reti militari per bloccare milioni di email indesiderate e questa attività ha fatto sì che Linford fosse un target per i cyber-criminali, le cui azioni furono resi inefficienti da Spamhaus. Ha persino ricevuto minacce di morte da gang di criminali provenienti da tutto il mondo, molte delle quali sono state postate online.
Oggi le tecnologie da lui create sono utilizzate da circa tre quarti di Internet e da oltre 1,7 miliardi di utenti.
Nel 2005, Linford ha lasciato l'Inghilterra per tornare a vivere sul Mediterraneo e attualmente risiede vicino a Monaco. È CEO dell'organizzazione Spamhaus, un gruppo di molte società con sede a Ginevra, Svizzera. Esse lavorano sulle tecnologie di filtro per le comunicazioni e sulla sicurezza su Internet.

## Premi e riconoscimenti
Nel 2003 il New York Times ha dedicato la prima pagina della sua sezione Business a un articolo su Steve Linford.. Da allora, Linford ha parlato di spam e sicurezza ad audizioni di governo, al Parlamento Europeo e all'Organizzazione delle Nazioni Unite. Nel 2003 è stato nominato come uno dei Top 50 Agenda Setters dell'industria tecnica dal Silicon Magazine. Nel 2004 gli è stato riconosciuto come Internet Hero Award dall'ISPA. Nel 2005 è stato nominato per l'Outstanding Contribution to the UK Technology Industry (eccezionale contribuzione all'industria tecnologica dell'UK, in italiano).